# Русино (Брестская область)
Русино́ (бел. Русіно) — агрогородок в Барановичском районе Брестской области Беларуси. Административный центр Великолукского сельсовета (с 2019 года). Население — 1848 человек (2023).

## Этимология
Согласно топонимическому словарю, в основе именования агрогородка лежат этнонимы «русский», «русин».

## География
Русино находится в 7 км к юго-востоку от центра города Барановичи и в 3 км от его юго-восточных окраин. Местность принадлежит к бассейну Немана, рядом с селом сеть мелиоративных канав со стоком в реку Щара. Через Русино проходит ж/д линия Барановичи — Лунинец, в селе есть одноимённая ж/д станция. Соединено местными автодорогами с Барановичами, Великими Луками и окрестными деревнями.

## История
В письменных источниках упоминается с XVIII века. 30 декабря 1884 года введена в эксплуатацию железнодорожная станция. В конце XIX века Русино административно находилось в Новогрудском уезде Минской губернии, принадлежало государственной казне. Относилось к Великолукскому православному приходу.
Согласно Рижскому мирному договору (1921) Русино вошло в состав межвоенной Польши, принадлежало Барановичскому повету Новогрудского воеводства. С 1939 года в БССР. С 1940 года по 1954 год было центром сельсовета. До 22 марта 1962 года деревня входила в состав Лавриновичского сельсовета.
В Великую Отечественную войну с 27 июня 1941 года до 7 июля 1944 года оккупировано немецко-фашистскими захватчиками. Освобождена воинами 193-й стрелковой дивизии. На фронтах войны погибло 6 односельчан.
В 1970-е годы неподалёку от Русино была построена Барановичская птицефабрика. В 1973 году был построен детский сад, рассчитанный на 140 мест. Благодаря птицефабрике вскоре появилась и новая школа. С 1975 года здесь трудилась Герой Социалистического Труда Анна Карпович.
В 1998 году здесь было 199 дворов и 1552 жителя.
В 2003 году в здании бывшей  школы  расположился  районный центр ремёсел (ул. Луговая, 8). Общее количество экспонатов достигает тысячи. В музее действует пять залов:  литературно-исторический, гончарства, белорусских народных  промыслов, выставочный, а также с элементами интерьера избы середины XX века.
26 июля 2014 года состоялось освящение деревянного Свято-Рождество-Богородичного храма.
В 2012 году часть агрогородка Русино включена в состав города Барановичи. 

## Население
По состоянию на 1 января 2023 года в агрогородке проживало 1848 человек в 713 хозяйствах, в том числе 458 моложе трудоспособного возраста, 1035 — в трудоспособном возрасте и 355 — старше трудоспособного возраста. 
| Численность населения (по переписи) | Численность населения (по переписи) | Численность населения (по переписи) | Численность населения (по переписи) | Численность населения (по переписи) | Численность населения (по переписи) | Численность населения (по переписи) | Численность населения (по переписи) | Численность населения (по переписи) |
| 1897                                | 1909                                | 1921                                | 1939                                | 1959                                | 1970                                | 1999                                | 2009                                | 2019                                |
| ----------------------------------- | ----------------------------------- | ----------------------------------- | ----------------------------------- | ----------------------------------- | ----------------------------------- | ----------------------------------- | ----------------------------------- | ----------------------------------- |
| 381                                 | ↗450                                | ↘368                                | ↗499                                | ↘444                                | ↗484                                | ↗1470                               | ↗1560                               | ↗1662                               |

## Культура
- Дом культуры[12].
- Литературно-этнографический музей при районном центре ремёсел[13].

## Достопримечательности
- Братская могила советских воинов. Недалёко от бывшей школы. Похоронены советские воины (44 человека), погибшие в боях с немецко-фашистскими оккупантами в 1941 и 1944 годах. В 1956 году на могиле установлен обелиск[14].
- Фрагменты оборонных укреплений Первой мировой войны.
- Деревянная ветряная мельница начала XX века. Перевезена в 2003 году из деревни Горбачи[15].
- Мемориальная доска Бодаку Константину Петровичу. На здании школы[16]. Установлена в 1983 году для увековечения памяти учителя школы, подпольщика Б. К. Бодака, замученного гитлеровцами в 1944 году[14].